# Teofil Bentkowski
Teofil Bentkowski-Pindelski (ur. 23 lipca 1842 w Krakowie, zm. 22 września 1933 we Lwowie) – powstaniec styczniowy, urzędnik kolejowy, kawaler Orderu Virtuti Militari.

## Życiorys
Urodził się w 1842 w Krakowie. Był synem Tomasza Pindelskiego i Katarzyny z domu Mazurkiewicz.
Był podoficerem krakowskiego 26 batalionu strzelców Armii Cesarstwa Austriackiego. Po wybuchu powstania styczniowego 1863 zbiegł z armii austriackiej wraz z kilkoma Włochami i zaciągnął się do oddziału Miniewskiego. Służył w szeregach legii zagranicznej pod komendą Francesco Nullo, którego był adiutantem. Brał udział w dwóch bitwach w lasach Olkuskich, w bitwie pod Sławkowem, w bitwie pod Krzykawką (tam zginął Nullo), pod Przemszą, pod Chęchłami. Po ostatniej z tych bitew jego oddział przeszedł do Galicji, zachowując broń. Potem w wyprawie Radziwiłłowskiej operował w okolicach Wołynia oczekując na wsparcie z rozbitych oddziałów Franciszka Ksawerego Horodyńskiego i Wysockiego. Potem walczył pod dowództwem Wojciecha Komorowskiego w bitwie pod Poryckiem. Następnie był żołnierzem w 3 szwadronie jazdy wołyńskiej u boku Różyckiego. Nazwisko Bentkowski (wzgl. Bętkowski) przejął po śmierci jednego z towarzyszy-powstańców.
Po upadku powstania do 1891 przebywał na emigracji. Po powrocie pracował jako urzędnik kolei państwowych. Do około 1907 był starszym oficjałem na stacji w Stanisławowie. Około 1914 jako emerytowany starszy rewident kolejowy był sekretarzem Sodalicji Mariańskiej panów we Lwowie.
Po odzyskaniu przez Polskę niepodległości (1918) w okresie II Rzeczypospolitej został awansowany na stopień podporucznika weterana Wojska Polskiego, później porucznika-weterana. W niepodległej II Rzeczypospolitej mieszkał we Lwowie.
W 1922 odznaczony Krzyżem Srebrnym Orderu Wojskowego Virtuti Militari, w 1930 otrzymał Krzyż Niepodległości z Mieczami, posiadał również Krzyż Siedemdziesięciolecia Powstania Styczniowego, Odznakę Honorową „Orlęta” i odznaką Korpusu Kadetów Marszałka Józefa Piłsudskiego nr 1 we Lwowie.
Zmarł w 1933 i został pochowany na Cmentarzu Łyczakowskim we Lwowie.